# Agapetus taho
Agapetus taho är en nattsländeart som beskrevs av Ross 1947. Agapetus taho ingår i släktet Agapetus och familjen stenhusnattsländor. Inga underarter finns listade i Catalogue of Life.